# باشگاه فوتسال شهرداری تبریز
باشگاه فوتسال شهرداری تبریز، یک باشگاه فوتسال ایرانی است که مقر آن در شهر تبریز واقع شده‌است. این تیم هم‌اکنون در رقابت‌های لیگ برتر فوتسال ایران حضور دارد.

## نتایج
| فصل       | لیگ       | جایگاه       | توضیح                          |
| --------- | --------- | ------------ | ------------------------------ |
| ۲۰۰۹      | دسته دو   | ؟/؟          | صعود در بازی حذفی              |
| ۲۰۰۹-۲۰۱۰ | دسته یک   | ۶اُم/گروه الف | خرید امتیاز تیم روماتیسم تهران |
| ۲۰۱۰-۲۰۱۱ | دسته یک   | ۴اُم/گروه الف |                                |
| ۲۰۱۱-۲۰۱۲ | دسته یک   | ۱اُم/گروه الف | صعود                           |
| ۲۰۱۲-۲۰۱۳ | دسته برتر | ۷ام          |                                |